# Synfig
Synfig est un logiciel d'animation d'image vectorielle 2D créé par Robert Quattlebaum. 
L'objectif de son auteur est de créer un programme permettant de produire des films d'animation de qualité avec des ressources humaines et des moyens limités. Le programme propose une alternative au tweening manuel, épargnant à l'animateur la nécessité de créer l'animation image par image.
Le code source a été libéré sous licence GNU GPL à la suite de la fermeture en 2005 de l'entreprise l'utilisant : Voria Studios. Robert Quattlebaum, le fondateur de cette entreprise, considérait qu'il n'avait pas assez de temps pour ce logiciel. Le logiciel est en C++ et utilise les bibliothèques Libsigc++ et Libxml++.
Depuis la version 0.64.2 sortie en octobre 2014, le logiciel est natif OSX, éliminant la nécessité d'installer Apple X11 pour l'utiliser sur cette plateforme. Cependant la version 1.0 sortie en avril 2015 nécessite de nouveau l'installation d'Apple X11.

## Format de fichiers
Synfig enregistre les animations dans son propre format de fichier de type XML, qui peut être compressé avec gzip. Ces fichiers utilisent une extension .sif (non compressé) ou .sifz (compressé). Les fichiers contiennent des données graphiques vectorielles mais peuvent également contenir des références à des fichiers image matricielle externes.
Synfig peut effectuer un rendu vidéo dans différents formats comme AVI, Theora et MPEG, mais également dans des formats d'images animées comme MNG et GIF. Il peut aussi générer des séquences d'images numérotées dans des formats comme PNG, BMP, PPM et OpenEXR.
Synfig utilise le toolkit MLT pour la gestion du son.
Depuis la version 0.62.0 sortie le 12 octobre 2009, ce logiciel permet l'import d'objet SVG, ce qui permet de modeler ou vectoriser sous des logiciels comme Inkscape. 
À partir de la version 0.91 de Inkscape, il est possible d'enregistrer ses créations dans le format de fichier .sif de Synfig Studio.
Synfig permet également, depuis les versions de développement 1.3.x d'exporter dans le format d'animation vectorielle Lottie. C'est un format ouvert utilisant JSON, lisible en HTML, et supporté notamment par Qt et utilisé par l'application de messagerie instantanée Telegram pour les sticker animés. Il exporte un fichier HTML au côté du fichier Lottie, afin de pouvoir le tester directement dans un navigateur.